# Henri-René Lenormand
Henri-René Lenormand, född 3 maj 1882, död 16 februari 1951, var en fransk dramatiker.
Lenormand slog ett tiotal år efter sin debut igenom med Les ratés (1920), en obarmhärtig typ- och miljöskildring ur teaterproletariatet. Le simoun (1921), Le mangeur de rêves (1922), L'homme et ses fantômes (1924) och Le lâche kom att stärka hans ställning som en av Frankrikes mest intressanta efterkrigsdramatiker. I sin människouppfattning och psykologi var Lenorman påverkad av Sigmund Freud och Henri Bergson. Hans gestalter var ofta patologiska gränsfall, vilkas undermedvetna handlingsmotiv, viljeförlamning och psykiska sammanhangslöshet skildras med en suggestiv, drömspelsartad tablåteknik.